# Хитревци
Хѝтревци или Хѝтровци е бивша махала в Стара планина, която от 1971 г. е квартал на град Трявна.
Хитревци има две забележителности – гробището и пещерата Змеева дупка.  Има няколко входа към пещерата и всичките са затворени. Местна легенда твърди, че овчар изтървал гегата си в пещерата, а след това я намерили край Дряновския манастир.